# Mikołajki
Mikołajki là một thị trấn thuộc huyện Mrągowski, tỉnh Warmińsko-Mazurskie ở đông-bắc Ba Lan. Thị trấn có diện tích 8 km². Đến ngày 1 tháng 1 năm 2011, dân số của thị trấn là 3734 người và mật độ 422 người/km².